# São Sebastião de Lagoa de Roça
São Sebastião de Lagoa de Roça è un comune del Brasile nello Stato del Paraíba, parte della mesoregione dell'Agreste Paraibano e della microregione di Esperança.